# Alberta Marques Fernandes
Maria Alberta Marques Fernandes (* 19. Januar 1968 in Sé, Porto) ist eine portugiesische Journalistin.

## Werdegang
Marques Fernandes lebte bis zum sechsten Lebensjahr in Angola. Sie studierte an der Universität Lusíada Internationale Beziehungen und widmete sich nach ihrem Abschluss einer journalistischen Laufbahn. Ab 1991 war sie für den Rundfunksender Rádio Renascença tätig. 1992 wechselte sie zum neu gegründeten Fernsehsender SIC und moderierte dort den Sendestart am 6. Oktober 1992. Bei SIC war sie in verschiedenen journalistischen Formaten zu sehen. Sie berichtete für den Sender aus Bosnien, begleitete die Beerdigung von Lady Diana und den Besuch von Papst Johannes Paul II. in Portugal.
Im Jahr 2001 wechselte sie zum staatlichen Sender RTP und übernahm dort die Moderation des neuen Morgenmagazins Bom Dia Portugal. Im Wechsel mit Vasco Matos Trigo, Patrícia Gallo, Cecília Carmo und Ana Ribeiro präsentierte sie das Nachrichtenmagazin Jornal 2:. Derzeit ist sie Anchorwoman von Tarde Informativa auf RTPN.
Neben ihrer Tätigkeit im Fernsehen veröffentlichte sie das Buch As Primeiras-Damas.